# بنو منقذ

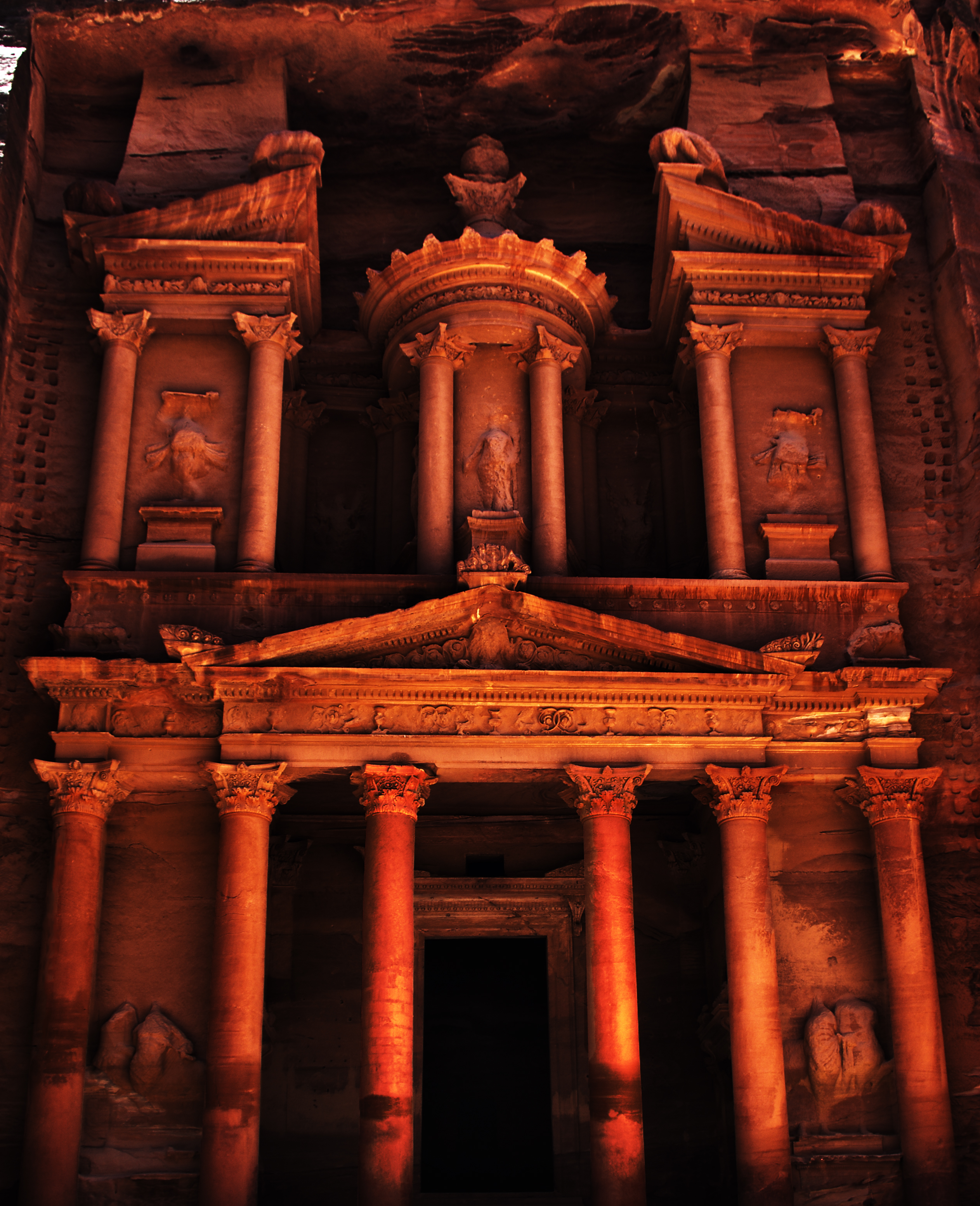

بنو منقذ أسرة عربية من بني كنانة من قبيلة كلب إحدى قبائل قضاعة  وكانوا بجهات دومة الجندل ثم سكنت جماعة منهم في مستهل القرن الحادي عشر الميلادي (الخامس الهجري), بجوار بلدة شيزر.

## نسبهم
هم بنو منقذ بن محمد بن منقذ بن نصر بن هاشم بن سوار بن زياد بن رغيب بن مكحول بن عمرو بن الحارث بن عامر بن مالك بن أبي مالك بن عوف بن كنانة بن عوف بن عذرة بن زيد اللات بن رفيدة بن ثور بن كلب بن وبرة بن تغلب بن حلوان بن عمران بن الحاف بن قضاعة.

## إمارة بني منقذ
يعد علي بن مقلد بن نصر (جد أسامة بن منقذ) هو المؤسس الحقيقي لإمارة بني منقذ، حيث استرد شيزر من الروم (البيزنطيين) عام 474هـ/1081م، وجعلها مقرا للإمارة التي ظلت قائمة حتى عام 552هـ/1157م. وحينها كان أمير شيزر هو محمد بن سلطان يقيم حفلة جمع فيها أفراد الأسرة الحاكمة ووجهاء الإمارة فانهارت عليهم جدران القلعة نتيجة للزلزال الكبير الذي ضرب الإمارة وقضى على جميع من فيها.
سيطر عليها نور الدين الزنكي سنة 552 هـ بعد زلزال حماة.
في عهد الأمير علي بن مقلد (حكم من 1059-1082)، وصل بنو منقذ ذروته الإقليمية حيث امتدت الإمارة من ميناء اللاذقية على البحر الأبيض المتوسط إلى أفاميا. أدى التوسع السلجوقي لسوريا عام 1085 والصراعات اللاحقة مع القادات المسلمين المحليين إلى تقليص إمارة المنقذ إلى شيزر وضواحيها. في عهد الأمير سلطان بن علي (حكم 1098-1154)، تناوب بنو منقذ بين محاربة الصليبيين الذين هبطوا في سوريا عام 1099 والإشادة بهم. خلال هذه الفترة، كان على الأسرة أيضًا أن تتعامل مع الوافدين الجدد الإسماعيليين الذين يتعدون على مناطقهم. من أجل حماية الإمارة بحزم، وضع السلطان في نهاية المطاف بني منقذ تحت سلطة الزنكي. بعد وفاة الأمير محمد بن سلطان (1154-1157) وعائلته في زلزال 1157، انتقلت الإمارة إلى الأمير الزنكي نور الدين، الذي منحها لعائلة بني الداية.
من خلال مزيج من الثروة والفطنة الدبلوماسية والمهارات العسكرية ، نجا بنو منقذ كقوة محلية وقاوموا بنجاح محاولات الصليبيين والسلالات الإسلامية السورية القوية للاستيلاء على حصنهم الاستراتيجي في شيزر. اشتهر بنو منقذ بين حلفائهم وأعدائهم على حد سواء بـ «الشجاعة والشرف والتقوى والبراعة» على حد تعبير المؤرخ عدنان حسين. تميزت أراضيهم الريفية، التي كانت مأهولة بشكل كبير من قبل المسيحيين الأرثوذكس ، بحالتها المزدهرة والمحافظة عليها. منذ البداية ، كانت الأسرة معروفة أيضًا بتوفير المأوى لمجموعة واسعة من الناس ، بدءًا من اللاجئين المسلمين الفارين من الاعتداءات الصليبية أو الجنرالات المسلمين المنفيين والمسؤولين وغيرهم من الشخصيات المرموقة. استمر أشهر أفراد الأسرة، أسامة بن منقذ (1095-1188) ، في مهنة بارعة في الأدب والدبلوماسية، حيث خدم بلاط الفاطميين والزنكيين والأرتقيين. خدم هو وعدد من أقاربه المنقذيين في نهاية المطاف السلاطين الأيوبيين كحكام أو إداريين أو مبعوثين في أواخر القرن الثاني عشر وأوائل القرن الثالث عشر.